# 阿达河畔特雷佐
阿达河畔特雷佐（義大利語：Trezzo sull'Adda）是意大利米蘭廣域市的一个市镇。总面积13平方公里，人口12307人，人口密度946.7人/平方公里（2009年）。国家统计（ISTAT）代码为015221。

## 友好城市
- 義大利切沃